# Paul Scheel
 Ikke at forveksle med Poul Scheel.
Paul Scheel (født 28. august 1870 i København, død 8. april 1961) var en dansk apoteker, politiker og foreningsformand.
Han var søn af grosserer A.V. Scheel (død 1923) og hustru f. Kramer (død 1921), blev uddannet på Vesterbro Apotek og blev cand. pharm. 1893. Scheel var derefter apotekermedhjælper på Vesterbro Apotek; hos Gustav Lotze i Odense 1897-1908 og ejer af Hørsholm Apotek fra 1908.
Paul Scheel var formand for Hørsholm Sogneråd 1914-21, æresmedlem af Hørsholm Sogns Grundejer- og Kommunalforening og af Hørsholm Museumsforening; medlem af bestyrelsen for Landkommuner med bymæssig Bebyggelse 1919-32; stifter af og formand for Dansk Skatteborgerforening 1921-24; formand for Danmarks Apotekerforenings nordre sjællandske kreds 1911-44; medlem af hovedbestyrelsen for Danmarks Apotekerforening 1918-20 og 1923-28; formand i Sammenslutningen af Apotekere med reelt Privilegium 1927-46, derefter æresmedlem; medlem af Indenrigsministeriets apoteknævn; præsident i Forenede Danske Motorejere 1931-47; medlem af de nordiske motororganisationers permanente komité i Stockholm 1928-47; æresmedlem af Kongelig Dansk Automobil Klub, af Forenede danske Motorejere, af Kongelig Norsk Automobilklub, af Norges Automobil-Forbund og af Motormannes Riksforbund, Sverige; medlem af Turistrådet, af Turistforeningen for Danmarks københavnske afdelings bestyrelse 1922-45, af udvalget ang. driften af Jægersborg Dyrehave 1926-47 og af bestyrelsen for Friluftsteatret i Dyrehaven til 1949; næstformand i bestyrelsen for A/S Det danske Medicinal- og Kemikalie-Kompagni til 1957; medlem af bestyrelsen for Forsikringsakts. Auto-Lloyd; delegeret i Landmandsbankens Hørsholm afdeling fra 1921. Han var medlem af en række kommissioner og udvalg. Scheel var Kommandør af Dannebrogordenen og Dannebrogsmand og bar Nordstjerneordenen.
Scheel blev gift 28. oktober 1919 med Ellen Marcus (11. maj 1891 - 1929), datter af grosserer Leo Marcus og hustru Britta født Hansen. I andet ægteskab ægtede han 10. april 1937 Ida Havsteen (11. marts på Maglegård ved Roskilde - ?), datter af hofjægermester J.Th. Havsteen og hustru Ida født Blechingberg.